# Carlo Ambrogio Frigerio
Carlo Ambrogio Frigerio (Gallarate, 2 agosto 1953 – Varese, 16 marzo 1997) è stato un politico italiano.
Deceduto durante la legislatura per un incidente stradale, venne sostituito da Dario Galli. Fu sindaco di Cairate, in provincia di Varese.